# 佩列沃澤齊

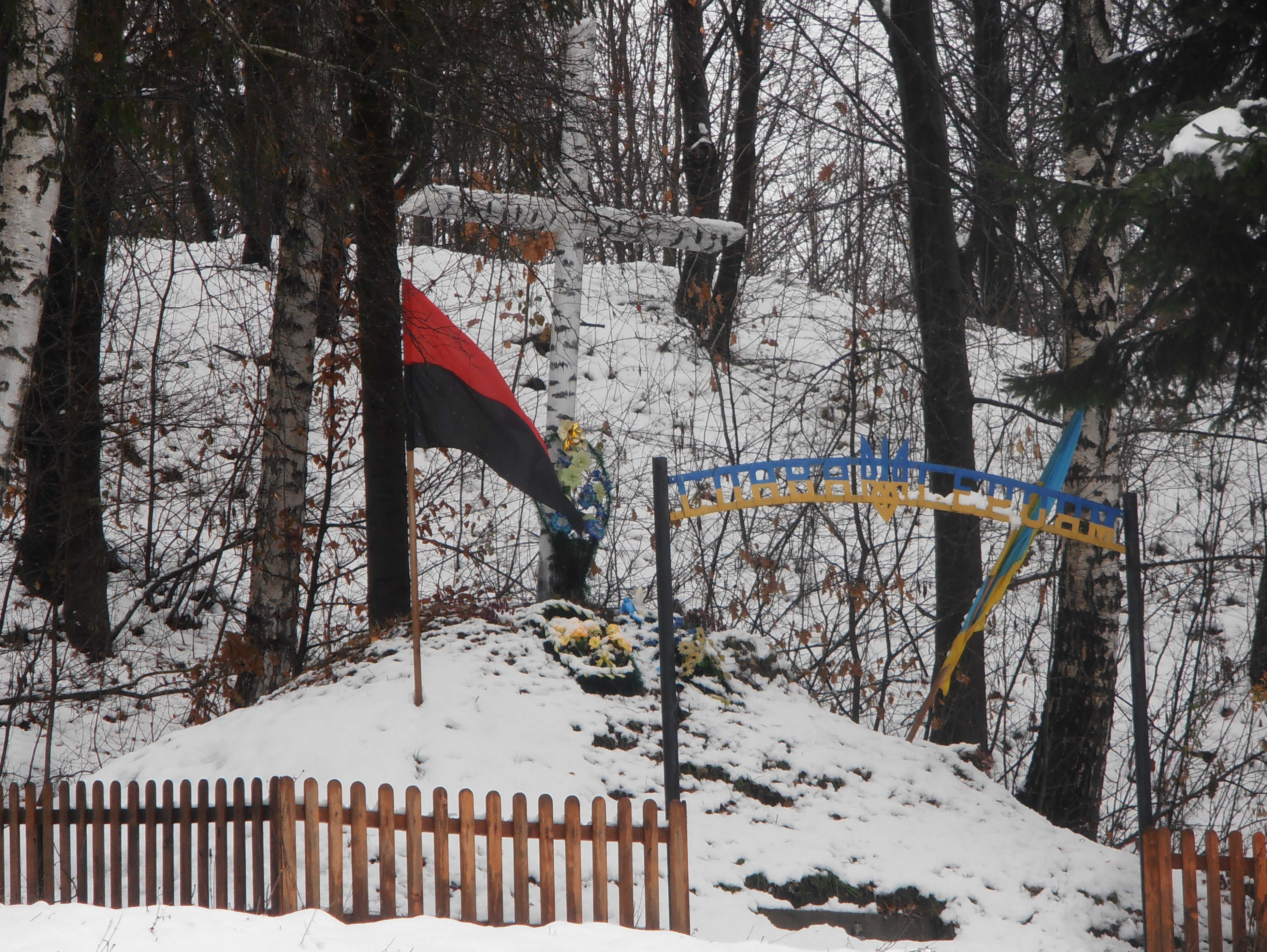

佩列沃澤齊（烏克蘭語：Перевозець），是烏克蘭的村落，位於該國西部伊萬諾-弗蘭科夫斯克州，由卡盧什區負責管轄，面積8.76平方公里，2001年人口1,041，人口密度每平方公里118.8人。
49°4′45″N 24°32′28″E / 49.07917°N 24.54111°E